# 山腰樓觀圖
《山腰樓觀圖》為南宋初年畫家蕭照（活動於1126年－約1162年）所繪之山水畫作，為其傳世代表作品之一。畫幅構圖嚴謹，以重筆濃墨勾勒方折陡峭之岩塊，融合小青綠設色與斧劈皴技法，展現南宋初期山水畫風格的轉變。畫中具楷書「蕭照」二字款署，構圖主體集中於近景山石與人物，兼融留白、煙嵐、迷霧等元素，開啟後來馬遠、夏珪之構圖先河。

## 畫面內容
畫幅左側為高峻斷崖，岩塊斧劈方折，構成主體山體，山上密林叢生，盤據歪斜老木。山體中段向右延伸形成平台，其上二人相對而談，似觀對岸遠景。此二人構成畫面「畫眼」，引導觀者視線由實景轉入虛景。
畫面前景岸邊，泊有一艘漁舟，舟首蜷臥一名漁人，竿插船尾，寧靜安眠於舟上，構成詩畫意境之「隱者」象徵。此人物形象源自唐代張志和《漁父詞》：「拋卻漁竿踏月眠」，亦與宋徽宗畫院試題「野水無人渡，孤舟盡日橫」相契合。
畫面整體由近景厚重山石漸轉為遠景迷茫山色，呈現「實與虛」交融之效果，配合天、水、雲霧流動，形成典型南宋山水風格。

## 畫風與技法
本圖延續李唐《萬壑松風圖》（1124）之畫風，採取「近觀」構圖與斧劈皴技法，山石堅實厚重，樹葉施以石綠礦物顏料。畫幅以斜角布局，留白處處，展現煙嵐迷濛之景。
本幅為小青綠設色，兼施墨筆濃淡，融合青綠與文人畫風。其風格既傳承李唐，又對馬遠、夏珪開創之「邊角式」與「片段山水」形成過渡與鋪墊。

## 蕭照簡介
蕭照，活動於南宋初年，生卒年不詳，約1126年後活躍。傳說北宋末年曾於太行山為盜，後劫得畫家李唐，因欣賞其畫藝，遂拜其為師，最終入南宋畫院。為李唐嫡傳弟子之一。
蕭照擅山水畫，尤精於描繪「漁父」、「江渚」、「孤舟」等詩意題材，與南宋高宗推崇《漁父詞》的文化氛圍相契合，其畫作深具詩畫融合、文人山水的意蘊。

## 藝術意涵
本圖兼具自然描寫與隱逸象徵，從前景漁父之閒逸、平台人物之對話，到遠景虛化的空靈山色，整幅畫展現出宋代山水畫由北宋巨障式向南宋詩意風格轉變之關鍵特色。
畫中多重視角與層層空間引導，體現中國山水畫「虛實相生」「動靜皆存」的哲學精神與審美趣味。